# Itoplectis conquisitor
Itoplectis conquisitor – gatunek błonkówki z rodziny gąsienicznikowatych i podrodziny Pimplinae.

## Zasięg występowania
Ameryka Północna i Południowa od Pensylwanii i Kolumbii Brytyjskiej na płn. po Ekwador na płd.

## Budowa ciała
Pokładełko u samicy o długości równej mniej więcej 2,2 długości pierwszego tergitu odwłoka. U samicy przednie nogi żółtobrązowe, często białawe od góry, środkowe żółtobrązowe z goleniami często ciemnymi z przodu i z białawą przepaską przed połową ich długości oraz z białymi stopami o czarnych wierzchołkach tarsomerów, tylne zaś z żółtobrązowymi udami, goleniami czarnymi z białą przepaską pośrodku oraz stopami białymi z czarnymi wierzchołkami tarsomerów. U samca nogi różnią się zwykle białawymi przednimi udami oraz przednimi i środkowymi krętarzami.

## Biologia i ekologia
W Ameryce Północnej jest jednym z najczęściej spotykanych gąsieniczników. Imago spotykane są od wiosny do późnej jesieni.

### Odżywanie
Żywicielami są liczne gatunki motyli, a także niektóre inne gatunki gąsieniczników atakujące łuskoskrzydłe (nadpasożytnictwo). Znanymi atakowanymi gatunkami są m.in. barczatka Malacosoma americanum, Thyridopteryx ephemeraeformis z rodziny koszówkowatych, owocówka jabłkóweczka z rodziny zwójkowatych, Plutella porrectella z rodziny tantnisiowatych, oraz przedstawiciele rodzajów Herpetogramma z rodziny wachlarzykowatych i Choristoneura i Rhyacionia ze zwójkowatych.